# Campillo de Ranas
Campillo de Ranas és un municipi de la província de Guadalajara, a la comunitat autònoma de Castella-La Manxa. Comprèn els pobles de Campillo de Ranas, Campillejo, El Espinar, Roblelacasa i Robleluengo.
El poble s'ha fet conegut per ser un lloc on celebrar casaments LGBTIQ+.